# ミロラド・ラトコヴィッチ
ミロラド・ラトコヴィッチ（ボスニア語: Milorad Ratković、1964年10月15日 - ）は、ボスニア・ヘルツェゴビナ（旧ユーゴスラビア）の元サッカー選手。ポジションはミッドフィールダー。

## 経歴
黄金期のレッドスター・ベオグラードの一員として1991年にインターコンチネンタルカップ 1991優勝を果たした。

## タイトル

### レッドスター・ベオグラード
- ユーゴスラビア・プルヴァ・リーガ：1990-91, 1991-92
- UEFAチャンピオンズカップ：1990-91
- インターコンチネンタルカップ：1991